# Rhynchobatus australiae
Rhynchobatus australiae, also called the white-spotted guitarfish or white-spotted wedgefish, là một loài cá thuộc họ Rhynchobatidae. Nó được tìm thấy ở Úc, Indonesia, Philippines, and Thái Lan. Các môi trường sống tự nhiên của chúng là open seas and shallow seas. It is part of a species complex that also includes the giant guitarfish, the scientifically undescribed broadnose wedgefish and có thể the smoothnose wedgefish.